# Kenneth Bednarek
Kenneth „Kenny” Bednarek (ur. 14 października 1998 w Tulsie) – amerykański lekkoatleta specjalizujący się w biegach sprinterskich.
W 2019 nie przebrnął przez eliminacje biegu na 200 metrów podczas rozgrywanych w Dosze mistrzostw świata. Dwa lata później, w Tokio, został wicemistrzem olimpijskim na tym dystansie. Wicemistrz świata z Eugene (2022). Wicemistrz olimpijski w Paryżu (2024) na tym dystansie.
Medalista mistrzostw USA.

## Osiągnięcia indywidualne
| Rok  | Impreza                | Miejsce   | Konkurencja             | Pozycja    | Wynik |
| ---- | ---------------------- | --------- | ----------------------- | ---------- | ----- |
| 2019 | Mistrzostwa świata     | Doha      | bieg na 200 metrów      | eliminacje | 21,50 |
| 2021 | Igrzyska olimpijskie   | Tokio     | bieg na 200 metrów      | 2. miejsce | 19,68 |
| 2022 | Mistrzostwa świata     | Eugene    | bieg na 200 metrów      | 2. miejsce | 19,77 |
| 2023 | Mistrzostwa świata     | Budapeszt | bieg na 200 metrów      | 5. miejsce | 20,07 |
| 2024 | World Athletics Relays | Nassau    | sztafeta 4 × 100 metrów | 1. miejsce | 37,40 |
| 2024 | Igrzyska olimpijskie   | Paryż     | bieg na 100 metrów      | 7. miejsce | 9,88  |
| 2024 | Igrzyska olimpijskie   | Paryż     | bieg na 200 metrów      | 2. miejsce | 19,62 |
| 2024 | Igrzyska olimpijskie   | Paryż     | sztafeta 4 × 100 metrów | –          | DQ    |
| 2025 | World Athletics Relays | Kanton    | sztafeta 4 × 100 metrów | 2. miejsce | 37,66 |

## Rekordy życiowe
- bieg na 100 metrów – 9,79 (1 sierpnia 2025, Eugene)
- bieg na 200 metrów (stadion) – 19,57 (5 września 2024, Zurych) 8. wynik w historii światowej lekkoatletyki / 19,49Aw (17 maja 2019, Hobbs)
- bieg na 200 metrów (hala) – 20,30 (2 lutego 2019, Lincoln)
- bieg na 400 metrów – 44,73 (18 maja 2019, Hobbs)

## Życie prywatne
Został adoptowany w dzieciństwie, wraz z bratem bliźniakiem Ianem, przez mającą polskie korzenie Mary Ann Bednarek.